# Mississippi State Bulldogs
Mississippi State Bulldogs – nazwa drużyn sportowych Mississippi State University w Starkville, biorących udział w akademickich rozgrywkach w Southeastern Conference, organizowanych przez National Collegiate Athletic Association. 

## Sekcje sportowe uczelni

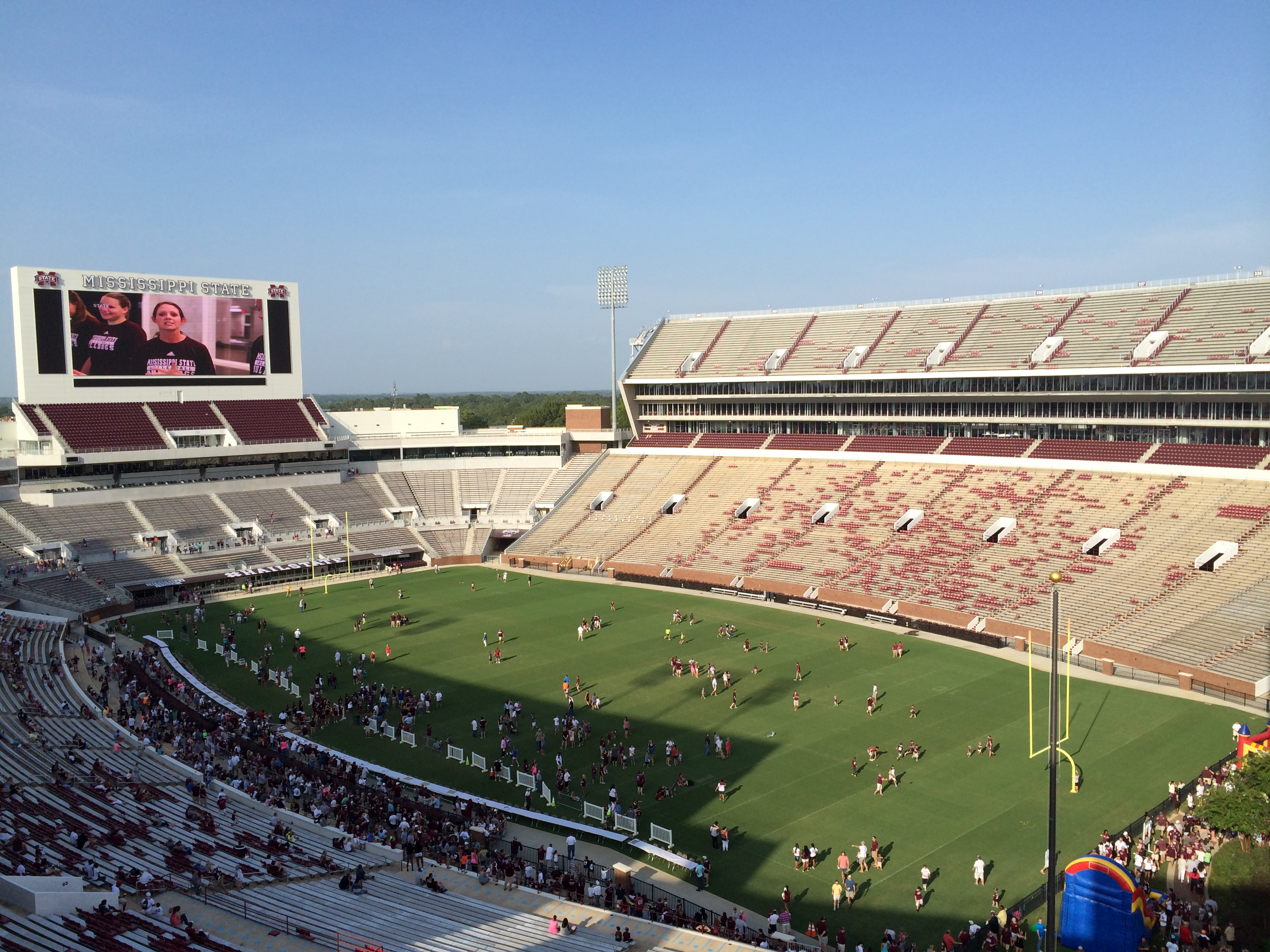
Davis Wade Stadium.

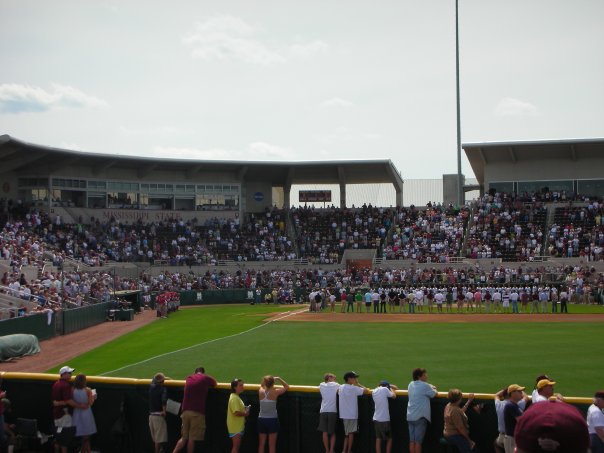
Dudy Noble Field.

| Mężczyźni - baseball (1): 2021 - futbol amerykański - golf - koszykówka - lekkoatletyka - tenis | Kobiety - bieg przełajowy - golf - koszykówka - lekkoatletyka - piłka nożna - siatkówka - softball - tenis |

## Obiekty sportowe
- Davis Wade Stadium – stadion futbolowy o pojemności 61 337 miejsc[1]
- Humphrey Coliseum – hala sportowa o pojemności 10 500 miejsc, w której odbywają się mecze koszykówki[2]
- Newell-Grissom Building – hala sportowa o pojemności 2000 miejsc, w której odbywają się mecze siatkówki[3]
- Dudy Noble Field – stadion baseballowy o pojemności 7200 miejsc[4]
- Mike Sanders Track Complex – stadion lekkoatletyczny o pojemności 3000 miejsc[5]
- MSU Soccer Field – stadion piłkarski o pojemności 1000 miejsc[6]
- A.J. Pitts Tennis Centre – korty tenisowe[7]
- McCarthy Gymnasium – kryte korty tenisowe[8]
- Nusz Park – stadion softballowy[9]